# Vulcano di Fango Tergeste
Der Vulcano di Fango Tergeste ist ein ellipsenförmiger Tiefseeberg, konkret ein Schlammvulkan 680 m unter dem Meeresspiegel mit nordwest-südöstlicher Ausrichtung, vor der Scott-Küste des ostantarktischen Viktorialands. Er liegt 46 km südsüdöstlich der Drygalski-Eiszunge und 85 km westnordwestlich der Franklin-Insel.
Wissenschaftler einer zwischen 2005 und 2006 durchgeführten Forschungsfahrt der OGS Explora vom OGS Triest entdeckten ihn. Italienische Wissenschaftler benannten ihn nach dem Asteroiden (478) Tergeste.